# Люц, Людвиг Готлибович
Людвиг Готлибович Люц (Лютц) (1880—1941) — херсонский земский деятель, политик, член Государственной думы от Херсонской губернии.

## Биография
Евангелическо-лютеранского вероисповедания. Личный дворянин. Землевладелец Елисаветградского уезда (более 700 десятин).
Среднее образование получил в Ананьевской гимназии, а высшее — в Новороссийском университете по юридическому факультету.
По окончании университета в 1904 году зачислился кандидатом на судебные должности при Одесской судебной палате и одно время исполнял обязанности товарища прокурора Симферопольского окружного суда. Избирался уездным и губернским гласным, почетным мировым судьей Елисаветградского уезда, а также членом ревизионной комиссии Херсонского земельного банка. Был членом Союза 17 октября.
6 февраля 1907 года избран членом II Государственной думы от съезда землевладельцев Херсонской губернии. Входил во фракцию октябристов и группу правых и умеренных. Состоял членом комиссий: по исполнению государственной росписи, по запросам и о неприкосновенности личности.
15 октября 1907 года избран в III Государственную думу от общего состава выборщиков Херсонского губернского избирательного собрания. Был членом бюро фракции октябристов. Состоял членом комиссий: по запросам, по судебным реформам, по Наказу, по направлению законодательных предположений и по рабочему вопросу. Совместно с А. И. Гучковым и бароном А. Ф. Мейендорфом подал запрос по поводу незакономерных действий главноначальствующего в Одессе И. А. Думбадзе.
В 1912 году был переизбран в Государственную думу. Был секретарем фракции октябристов, после её раскола входил в группу земцев-октябристов и Прогрессивный блок. Состоял членом комиссии по судебным реформам, секретарем комиссии по Наказу, товарищем председателя комиссии по запросам, а также председателем комиссии для выработки законопроекта о собраниях.
В годы Первой мировой войны состоял особоуполномоченным Красного Креста при 9-й армии. Во время Февральской революции был членом Комиссии по принятию задержанных военных и высших гражданских чинов. Позднее был командирован Временным комитетом Государственной думы на Беловодские конные заводы. С апреля 1917 года представлял Государственную думу в Особой следственной комиссии для расследования злоупотреблений по военному ведомству под председательством сенатора В. А. Бальца.
В мае 1917 года участвовал во Всероссийском съезде русских немцев в Одессе, позднее на конференции в Москве был избран в состав Всероссийского ЦК граждан немецкой национальности, а в сентябре того же года — выдвинут Южнорусским ЦК кандидатом в члены Учредительного собрания от немцев Екатеринославской губернии, однако избран не был. В конце 1917 начале 1918 (с 27 декабря  по 16 января) был избран по "списку Российских- граждан немецкой национальности" в Екатеринославском избирательном округе  в Украинское учредительное собрание. 
В эмиграции в Германии, жил в Берлине. Состоял товарищем председателя Союза российских торгово-промышленных и финансовых деятелей в Германии, а также членом Русского парламентского комитета в Берлине. Умер в 1941 году.